# Lake Hand
Der Lake Hand ist ein Salzwassersee an der Ingrid-Christensen-Küste des ostantarktischen Prinzessin-Elisabeth-Lands. In den Vestfoldbergen liegt er im Zentrum der Breidnes-Halbinsel. Gespeist wird er unter anderem durch einen Wasserfall, der seinerseits vom Waterfall Lake stammt.
Das Antarctic Names Committee of Australia benannte ihn wahrscheinlich nach Raymond M. Hand, der zur Besetzung auf der Davis-Station im antarktischen Winter 1977 gehört hatte.